# 热孜古丽·库拉洪
热孜古丽·库拉洪（1971年—），新疆阿勒泰人，维吾尔族，中华人民共和国政治人物、第十二届全国人民代表大会新疆地区代表。
毕业于塔里木农垦大学生物专业。加入中国共产党。2013年，担任全国人大代表。